# Viti (Harku)
Viti és una localitat del municipi de Harku al comtat de Harju, Estònia, amb una població estimada a final de l'any 2011 de 446 habitants.
Està situada al centre-nord del comtat, a poca distància a l'oest de Tallin i al costat de la costa del mar Bàltic.